# クレージー・クライマー
『クレージー・クライマー』 (Crazy Climber) は、1980年11月に日本物産から発売された業務用縦スクロールアクションゲームである。なお、現在は『クレイジー・クライマー』の表記が一般的だが、AC版発売当時の広告やインスレーションカードの表記は『クレイジー』ではなく『クレージー』となっており、本記事もこれに倣う。
クライマーが命綱なしで超高層ビルを登るというゲーム内容で、レバー2本使用という操作形態をとっている。2周目の難易度も同じ完全4面ループ制。2本の8方向レバーは、それぞれが両腕の動作に対応している。上下に倒せばそれぞれの腕を上げ下ろしし、左右に動くには両方のレバーを同じ方向に倒す。両レバーを外側に倒すことで、腕を広げることもできる。
日本物産の子会社である日物レジャーシステムとジョルダンの共同開発作品であり、ゲーム・デザインおよびグラフィックは藤原茂樹が担当している。後に本作を含む日本物産の権利はハムスターが権利を受け継いでいる。
アップライト筐体の定価は68万円、テーブル筐体の定価は58万円。
当初日本物産から発売された後、国内ではセガ、オルカに製造許諾され、タイトーにはPCボード販売が行われた。
北米ではAtari 2600、アルカディアなどの家庭用ゲーム機に移植された他、日本ではファミリーコンピュータ、X68000、ワンダースワンなどパソコンや携帯型ゲーム機にも移植された。アーケード版は後にスーパーファミコンおよびPlayStation用ソフト『ニチブツアーケードクラシックス』（1995年）などのオムニバスソフトに収録された他、2010年にはWii用ソフトとしてバーチャルコンソールアーケードにて、2014年にはPlayStation 4用ソフトとしてアーケードアーカイブスにて、2018年にはNintendo Switch用ソフトとしてアーケードアーカイブスにて配信された。ファミリーコンピュータ版は2014年にWindows用ソフトとしてプロジェクトEGGにて配信された。また、携帯電話用アプリゲームとしても2001年にJフォン用として配信された。

## ゲーム内容

### システム
2本のレバーを用いてクライマーの両腕を操作する。左レバーが左腕、右レバーが右腕に対応し、レバーを倒した方向に腕を伸ばす。クライマーが登るビルは窓が格子状に並んでおり、開いている窓枠に手をかけることによって、左右および上方向に移動ができる。
ビルの1階の高さはクライマーの身長の半分ぐらいであり、窓に手をかけた状態で腕を下ろしきると、身体が持ち上がって上の階の窓枠に片手が届くようになる。腕を下ろして身体を持ち上げて、どちらかの片腕で上の階の窓枠に手をかけてさらに身体を持ち上げる、という動作の繰り返しでビルを登っていく。肩叩きのように、リズミカルに左右交互のレバーを上げ下げすることですばやく登ることができる。しかし動作には若干のタイムラグがあり、腕が充分に伸びきってから上げた腕を下ろさないと、ジタバタするばかりでうまく登ることはできない。また、窓枠に両手をかけているときに両方のレバーを左や右に倒すことによって、左右に移動が可能。
一列の窓枠に沿って上っていくのが基本だが、両腕を広げることで二列の窓枠にまたいで登ることもできる。ビルの窓はランダムに開け閉めされていくので、閉じている窓や閉まろうとしている窓を避けるために臨機応変に登り方を変える必要がある。
プレイヤーは開いている窓にしか手をかけられない。手がかかっている窓が閉められても手を挟まれることはないが、手をかけている状態が解除されてしまう。窓が閉められたことによってどこにも手をかけていない状態になると、支えを失い転落してミスとなってしまう。登る動作の最中は片手しか手をかけない瞬間があるため、閉まろうとしている窓を使って登るのはもっとも危険である。
道中ではビルの住人から物が落とされるほか、さまざまな妨害がなされる。詳細は#フィーチャーを参照。植木鉢や鳥のフンなどの落下障害物や、キングゴリラのパンチがクライマーにぶつかったとき、片手しか窓枠に手をかけていなかった場合は落下してミスとなってしまう。両手を窓枠にかけている場合（俗に「耐えのポーズ」「踏ん張りポーズ」と呼ばれる）は落下せず耐えることができるが、ひるんでしまい、どちらかの手が窓枠から外れてしまう。両方のレバーを窓枠の方向に倒しているとすぐに手をかけ直すため連続で当たっても耐えられるが、2つ以上が当たったタイミングがほぼ同時だった場合は、手をかけ直すのが間に合わず落下してしまうことがある。
ステージのスタート時（BGMは「子象の行進」）は1万点（1面）～4万点（4面）の「ボーナスレート」を持っており、一定間隔、および落下物に当たって1回耐えるごとに、100点（1・2面）または200点（3・4面）ずつ減っていく。ただし下限があり、一定得点（1面の場合は3000点）以上は減らず、下限まで減ってもミスになるなどのペナルティはない。
200階建てのビルを登りきり、屋上で待っているヘリコプターに手を掛けるとステージクリアとなる（2面クリア時のBGMは「ジ・エンターテイナー」、3面は「天使のセレナーデ」）。クリア時には、残りのボーナスレートがボーナス点として点数に加算される。しかし、屋上到達後一定時間ヘリコプターに手をかけずに飛び去った場合は、クリアとして次のステージには進めるものの、登頂失敗と見なされてボーナスレートの下限分のボーナス点しか得られない（このとき、ミス時と同じジングルが流れる）。
サンプリングボイスによる合成音声が使用されており、落下物に当たったときの「イテッ」、一定時間登らずにいる際に掛けられる「ガンバレ」や転落時の「アーッ」などが用いられている。
ビルの玄関には社名が書かれており、1面から順に日本物産 (Nichibutsu)、日物レジャーシステム (Nichibutsu Leasure)、ニチブツUSA (Nichibutsu USA Co. Ltd)、ニチブツUK (Nichibutsu UK. Limited) となっている。
ミス
以下の状態となった場合、クライマーがビルから転落してミスとなる。
- 手をかけている窓が閉められて、どこにも手をかけていない状態となった場合
- 片手のみ窓枠に手をかけている状態で、落下物（植木鉢、鳥のフンなど）をぶつけられたか、キングゴリラのパンチを食らった場合
- 20段以上の高さで鉄骨・鉄アレイに当たった場合
  - 19段までは両手下のポーズで耐えることができる。かすめただけの場合には落ちずにミスとならないこともある
- 落下看板に当たった場合
- 特定のポーズ以外で一定時間以上シビレ看板に触れつづけた場合

裏技
- ネームエントリーで名前を「JORDAN.LTD」入力するとクレジットが2追加されるという裏技がある（基板のロムのバージョンによってはできない）[要出典]。海外版では文字数が3文字までに制限されているため入力自体を行うことができない。

### フィーチャー
おじゃまMAN
窓から顔を出して落下物（植木鉢やコップ、瓶など）を落としてくる。また、おじゃまMAN自体は閉じた窓枠と同じ扱いになるため、片腕がおじゃまMANにかかったまま落下物を当てられるとミスになってしまう。2つの落下物に同時に当たると耐え切れずに死んでしまうが、左腕を上げ右腕を下げた状態では耐えることができる。
しらけコンドル
小松政夫のヒット曲「しらけ鳥音頭」のイントロに合わせて画面上部から出現、一定間隔で卵と糞を落としてくる。1、2、4面に出現。
キングゴリラ
スローテンポの「ピンク・パンサーのテーマ」にあわせて出現。狭い2列に向かって左右に瞬間移動した後にパンチを繰り出す。両手で掴まってパンチを食らった時、死ぬときと死なないときがある。バグ技の対象物。1、3面に出現。
鉄骨、鉄アレイ
画面上部から、一定間隔でランダムに方向転換しながら落下してくる。軌道が読めない上に主人公の移動速度に対して落下速度が速い。序盤の20階までは両腕を下に下ろしきった姿勢で耐えられるが、それより高い階で当たると基本的には死亡。かすっただけの場合などには死なないこともある。2〜4面の序盤で必ず出現するほか、その面でノーミスが続いていると中盤以降も面数と同じ数が同時出現し、ノーミスクリアを困難にする。中盤以降で1ミスすると同時出現する数と出現範囲が大幅に減る。1面は通常のプレイでは鉄は降らないが数十分もの間、粘っていると1面でも鉄が降り出す。
シビレ看板
ちぎれた電線が、火花を散らしながら腕を振り回すような状態になっている。クライマーは火花に触れると感電し、キャラクターの色（服・頭・手足）がランダムで変化する。一定時間触れて感電した時、片手で掴まった状態でさらに感電すると死んでしまうが、両手でぶら下がったまま感電しきるとそれ以上の当たり判定はなくなる。火花が散っているのは特定の決まった列なので、避けて登ることもできる。2、4面で出現。
ハズレ看板
横幅が窓枠2つ半ある大きな看板が落下してくる、引っ掛かりながら落下してくるので落下速度は遅く、また左右移動もしない。即死トラップではあるが、稀にすり抜けることもある（当たり判定が看板内に点在しているため、特定の段やポーズによってはすり抜けるケースもある）。3、4面で出現。
ラッキーバルーン
パッヘルベルのカノンに合わせて出現し、掴まると、ドラえもんのうたに合わせて8階層上に上げてくれる。上昇中は鉄骨の落下が止まるため、ノーミスクリアの手助けになる。なお、たまに窓が閉っている階で下ろされることがあるが、その場合はその窓が再び開くまで待っているのでミスにはならない。出現中、どのフロアで掴んでも降ろされるフロアは同じである。2・3面で登場。

### バグ技
このゲームには多数のバグ技が存在する。
逆スクロールを利用するもの
通常は一度登ったら降りることはないが、窓枠の間の隙間を利用することで一段だけ下に降りることができ（二段下に降りようとしても二段下に降ろした手が支えを掴んでいない状態と同様の動作になってしまう。このため、1階に降りることもできない）、スクロールオーバーのような現象を起こしてキャラクターをバグ状態にする。基本的に固定キャラのみだが各キャラクターによって現象が違う。半分登った状態（俗に「カニ」「ウンチングスタイル」などと呼ばれる）を併用することによっても起こる現象にバリエーションがある。なお、降りた段を再び登っても得点は入らない。
キングゴリラ
行う場所によって、現象が少し変わる。足が見えてすぐ一段降りてすぐ一段降り再び登ると、腕と体の位置が一段ずれてしまいスプラッターな状態になる。下半身が見えてから一段降りすぐ登ると、目玉が頭の上に乗った状態になり、まるでリボンをしたようになる。
シビレ看板
2面では左右に分かれる一番下に登ってシビレ看板のBGMが流れる階で一段降りて再び登るとシビレ看板が消えている。4面でも同様にできるが、これをノーミス時に行うと2、4面ともに特定障害物がなくなったことになりノーミス鉄が降り出す。細部に違いがあるニチブツ・アーケード・クラシックス版では、シビレ看板が出掛けた所で腕を上げて戻すと、シビレ看板から伸びている電線がなくなるので少し有利になる。
逆バルーン（バージョンによりできるものとできないものがある）
分岐が終わり6段目、半分登ってBGMが流れる地点から一段降りすぐ登ると、下からラッキーバルーンが出てくる。この状態でミスして転落しバルーンに触れると、8階層登ったあと壁面の半端な位置で止まってしまい、両手ともに窓枠にかかっていない状態となるためゲーム続行不能になってしまう。運良く触れた位置がちょうど窓枠位置と一致した場合はその位置のままで登り続けることができるが、頂上までたどり着いてもヘリコプターは画面下部までは降りてこないためボーナスは得られない。
ヘリ
最後の一段（半分の窓）を、ウンチングのまま登らないで待ち、ヘリを掴む際に登った音がしないように掴むと、クリア時のBGMが歯抜けになる代わりに、「ガンバレ」と言われてしまう。
ヘリ2
通常クライマーはヘリに片手でしか捕まることができないが、最後の一段（半分の窓の下）で、わざとミスをするとクライマーが一段上がった状態でリスタートし、そのまま両手でヘリを掴みクリアすることができる。また、同じ方法でウンチングスタイルなど様々なスタイルでヘリを掴むことができる。
斜めにレバーが入ると横移動ができなくなる
斜めにレバーが入ると横移動ができなくなるという欠陥がある、ただ両手が共に上の時は斜めにレバーを入れても横移動できる。当時の筐体はスティックの操作方向が、物理的に8方向と4方向あり、8方向レバーだと3面上部の移動箇所が2箇所しかない場所においての鉄骨避けが行えるが（上りながらの斜め移動が可能）、4方向レバーの筐体だとこれが不可能だった。
おじゃまMANが出てこなくなる
クライマーが中途半端に登った状態では、植木鉢などを落とすおじゃまMANが出てこなくなる。この技を利用して、ウンチングスタイルでゆっくり横移動をする事が可能。
鉄骨が降ってこなくなる
キャラクターオーバーの関係からか、一部の場所でウンチングスタイルをすると鉄骨が降って来なくなる。最も判りやすい例としては、ノーミスで逆バルーンの位置でウンチングスタイルをすると、鉄骨が降って来なくなる。

## 移植版
本作は多種多様なプラットフォームに移植された。
オリジナルとなるアーケード版では、開始直後に流れるBGM「子象の行進」を始め、さまざまな既存曲が使われているが、著作権料を払っていない。このため、移植作ではX68000版のようにJASRACから楽曲使用許諾を受けることもあれば、スーパーファミコン版のニチブツアーケードクラシックスのように曲そのものを差し替えることもあった。
| No. | タイトル                                                     | 発売日                                    | 対応機種                                  | 開発元     | 発売元               | メディア                                        | 型式                             | 備考                                               |
| --- | ------------------------------------------------------------ | ----------------------------------------- | ----------------------------------------- | ---------- | -------------------- | ----------------------------------------------- | -------------------------------- | -------------------------------------------------- |
| 1   | Crazy Climber                                                | 1982年                                    | Atari 2600                                | アタリ     | アタリ               | ロムカセット                                    | CX2683                           |                                                    |
| 2   | Crazy Climber                                                | 1982年                                    | アルカディア                              | UA Limited | Grandstand Leisure   | ロムカセット                                    | -                                |                                                    |
| 3   | クレイジー・クライマー                                       | 1986年12月26日                            | ファミリーコンピュータ                    | 日本物産   | 日本物産             | 1メガビット+64キロRAMロムカセット               | NBF-CY                           | アレンジ移植 クライマースティック同梱              |
| 4   | ビデオゲームアンソロジー Vol.5 クレイジー・クライマー I & II | 1993年8月27日                             | X68000                                    | 電波新聞社 | マイコンソフト       | フロッピーディスク                              | -                                | アーケード版の移植                                 |
| 5   | ニチブツアーケードクラシックス                               | 1995年5月26日                             | スーパーファミコン                        | 日本物産   | 日本物産             | ロムカセット                                    | SHVC-AACJ-JPN                    | アーケード版の移植                                 |
| 6   | ニチブツアーケードクラシックス                               | 1995年12月29日                            | PlayStation                               | 日本物産   | 日本物産             | CD-ROM                                          | SLPS-00184                       | アーケード版の移植 『クレイジークライマー'85』収録 |
| 7   | ハイパークレイジークライマー                                 | 1996年2月23日                             | PlayStation                               | 日本物産   | 日本物産             | CD-ROM                                          | SLPS-00248                       | アレンジ移植                                       |
| 8   | ハイパークレイジークライマー                                 | 1996年11月30日                            | Windows                                   | 日本物産   | 日本物産             | CD-ROM                                          | -                                | アレンジ移植                                       |
| 9   | クレイジー・クライマー                                       | 1999年7月29日                             | ワンダースワン                            | 日本物産   | 日本物産             | ロムカセット                                    | SWJ-NHB001                       | アレンジ移植                                       |
| 10  | クレイジークライマー2000                                     | 2000年2月3日                              | PlayStation                               | 日本物産   | 日本物産             | CD-ROM                                          | SLPS-02582                       | アレンジ移植                                       |
| 11  | Ultra2000 クレイジー・クライマー                             | 2001年3月9日                              | Windows                                   | 日本物産   | メディアカイト       | CD-ROM                                          | -                                | アーケード版の移植                                 |
| 12  | クレイジー・クライマー                                       | 2001年8月15日                             | Jフォン （Javaアプリ）                    | 日本物産   | イートレックジャパン | ダウンロード （ニチブツコレクション）           | -                                |                                                    |
| 13  | Major Wave シリーズ アーケードヒッツ クレイジー・クライマー  | 2002年5月23日                             | PlayStation                               | 日本物産   | ハムスター           | CD-ROM                                          | SLPM-87067                       | アーケード版の移植 『クレイジークライマー'85』収録 |
| 14  | 遊遊 クレイジー・クライマー                                  | 2004年4月9日                              | Windows                                   | 日本物産   | メディアカイト       | CD-ROM                                          | -                                | アーケード版の移植                                 |
| 15  | オレたちゲーセン族 クレイジー・クライマー                    | 2005年7月21日                             | PlayStation 2                             | 日本物産   | ハムスター           | CD-ROM                                          | SLPM-62627                       | アーケード版の移植                                 |
| 16  | ニチブツ・アーリーコレクション                               | 2010年1月                                 | Windows                                   | 日本物産   | D4エンタープライズ   | CD-ROM                                          | -                                | ファミリーコンピュータ版の移植                     |
| 17  | クレイジー・クライマー                                       | 2010年2月23日                             | Wii                                       | 日本物産   | ハムスター           | ダウンロード （バーチャルコンソールアーケード） | -                                | アーケード版の移植                                 |
| 18  | クレイジー・クライマー                                       | 2011年12月19日                            | Android                                   | 日本物産   | ハムスター           | ダウンロード                                    | -                                | アーケード版の移植                                 |
| 19  | クレイジー・クライマー                                       | 2014年5月15日 2015年5月26日 2015年7月19日 | PlayStation 4 (PlayStation Network)       | 日本物産   | ハムスター           | ダウンロード （アーケードアーカイブス）         | CUSA-00390 CUSA-00974 CUSA-02489 | アーケード版の移植                                 |
| 20  | クレイジー・クライマー                                       | 2014年9月16日                             | Windows                                   | 日本物産   | D4エンタープライズ   | ダウンロード （プロジェクトEGG）                | -                                | ファミリーコンピュータ版の移植                     |
| 21  | クレイジー・クライマー                                       | 2018年2月8日                              | Nintendo Switch （ニンテンドーeショップ） | 日本物産   | ハムスター           | ダウンロード （アーケードアーカイブス）         | -                                | アーケード版の移植                                 |

PC-8001版
参考：『I/O』1981年12月号に掲載された投稿作品。テンキーに割り当てた操作は斜め四方向×2という独特の操作方法になっている。
しらけコンドル、キングゴリラ、シビレ看板、ラッキーバルーンは登場しない。
ハズレ看板は書かれている文字が「工学社」になっている。
ヘリコプターが屋上ではなくステージ中に登場する。このヘリコプターは妨害キャラで接触するとミスになる。
パックマンのモンスターが舌を出したようなオバケが上から落下してくる。接触するとミスになる。
全6ステージ。ビルのデータ形式が公開されているのでステージデータを変更することが可能。
MZ-80B版
参考：『I/O』1982年1月号に掲載。操作方法がテンキーから上・左・右の3つだけと極端に簡略化されているが、ゲームバランスは良い。
ファミリーコンピュータ版
縦にしたコントローラーI・IIを並べて十字ボタンを2つ使用するという操作方法を採用。その為、コントローラーの十字キー部分に装着して使う「クライマースティック」も同梱されていた。基本はアーケード版からの移植となるが、グラフィックの全面的なリファイン、ステージ数や敵キャラなどの増加、多数のオリジナルアイテムが追加されるなど、ゲーム内容は大幅なパワーアップが計られている。
また、隠しアイテムの鍵を入手すればビル内部のオリジナルのアクションゲームのステージへ進む（その際はコントローラーを通常の横持ちで操作）。全ステージのビルの部屋内にある勲章を全て入手すればエクストラステージへと進み、これらをクリアすればエンディングとなる。
X68000版
1993年8月27日に発売。シャープのX68000で電波新聞社がリリースしていた『ビデオゲームアンソロジー』のシリーズ第5弾として発売。アーケード版のクレイジージークライマーとクレイジークライマー2とのとカップリングで移植。先に発売の『ビデオゲームアンソロジー vol.4 リブルラブル 』に同梱されていた専用十字パッドでも操作可能だった。なお、設定変更で選べる海外版は、日本国外に権利を持つ曲の一律差しかえを行っているが、海外で出回っている基板のほとんどはそのような変更のないバージョンである。
ニチブツアーケードクラシックス版
ムーンクレスタ、フリスキー・トムと本作を3本収録して発売。サウンド関連の権利関係を考慮してか、微妙にアレンジしたものになっておりアーケード版とはBGMが異なる。スーパーファミコン版は1995年5月26日に発売。同年にPlayStation版も12月29日発売されたが、こちらには『クレイジークライマー'85』が収録されている。
2002年5月23日には「Major Wave シリーズ アーケードヒッツ」（PlayStation）から単品でハムスターより発売。
ハイパークレイジークライマー
1996年2月23日発売のPlayStation用ソフト。時代に合わせてグラフィック関連やサウンドやゲーム仕様をリメイク。 1996年11月30日にWindows版を発売、2010年1月13日にゲームアーカイブスにてハムスターより配信。
クレイジー・クライマー2000
2000年2月3日発売のPlayStation用ソフト。グラフィックは時代に合わせてポリゴン化され、操作もアナログコントローラスティックや振動機能にも対応。
アーケード版を移植したオリジナルモードも収録されており、BGMはJASRACの楽曲使用許諾を得てアーケード版と同様のものが使用されている。
ワンダースワン版
1999年7月29日発売。本体を縦持ちで縦画面でプレイするスタイルであり、ワンダースワンのハードの形状が同ゲームと非常に相性が良い。アーケード版とワンダースワン用のオリジナル版を収録。
遊遊 クレイジー・クライマー
2004年4月9日にメディアカイトよりWindows版で発売（発売元は日本物産）。同社より発売の「Ultraシリーズ クレイジー・クライマー」の廉価版。
PlayStation 2版
2005年7月21日にPlayStation 2用でハムスターよりオレたちゲーセン族シリーズとして発売。収録ゲームはアーケード版の復刻版のみを収録だが、ゲームディスクの他に、映像特典DVD、ゲームミュージックCD、解説書、公式ガイドブック、復刻版インストカード、コレクションカードなどの付属品が多数同梱されていた。BGMはJASRACの楽曲使用許諾を得てアーケード版と同様のものが使用されている。
ニチブツ・アーリーコレクション版
2010年1月にD4エンタープライズよりWindows用に発売。その他にもセクロス、マグマックス、ブービーキッズ、ギャリバン、テラクレスタが収録されているが、いずれもファミコン版である。
バーチャルコンソールアーケード版
2010年2月23日にハムスターより発売。Wii用。アーケード版の移植。
「子象の行進」など海外に権利を持つ曲はそのままで、「しらけ鳥音頭」「ドラえもんのうた」の日本国内に権利を持つ曲のみ差しかえを行った。
アーケードアーカイブス版
2014年5月15日に発売。PS4用。アーケード版の移植。2018年2月8日にはNintendo Switchでも発売。
BGMはバーチャルコンソールアーケード版と同じく、「しらけ鳥音頭」「ドラえもんのうた」のみ差しかえが行われている。
プロジェクトEGG版
2014年9月16日に発売。ファミコン版の移植。

## スタッフ
アーケード版
- ゲーム・デザイン、グラフィック：藤原茂樹

ファミリーコンピュータ版
- ディレクター：やまもとひろ
- プログラム：やまもとひろ
- デザイン：おじりもとこ、わたなべゆういち
- サウンド：吉田健志

## 評価
アーケード版
1991年にそれまで稼働されていたアーケードゲーム全てを対象に行われたゲーメスト読者の人気投票によるゲーメストムック『ザ・ベストゲーム』では44位を獲得した。また、1998年にそれまで発売されていたアーケードゲーム全てを対象に行われたゲーメストムック『ザ・ベストゲーム2』では、『名作・秀作・天才的タイトル』と認定された「ザ・ベストゲーム」に選定され、同書ではツインレバーでの操作方法が画期的であった事に触れ、「スムーズな人間的な動きをするとゾッとするほどであった」とキャラクター動作に関して肯定的に評価した他、同じ場所に居続けると発生する『ガンバレ』というかけ声や、落下する際の『アー』という声に関して「非常に印象的」と述べた。また、登っている際の効果音や鳥が飛来する際やゴリラの出現、風前に捕まった際の曲に関して「じつにいい味を出していた」と音楽や効果音に関して肯定的に評価した。
ライターの鴫原盛之は、ゲーム文化保存研究所のウェブサイトに寄せた記事の中で、クリア時のジングルに工夫を凝らした例として本作のアーケード版を挙げており、全4ステージで異なるジングルを用意したことで、プレイヤーが次のステージをクリアした時の達成感がさらに高まる、粋な演出だと評価している。
ファミリーコンピュータ版
ゲーム誌『ファミコン通信』の「クロスレビュー」では合計25点（満40点）、『ファミリーコンピュータMagazine』の読者投票による「ゲーム通信簿」での評価は以下の通りとなっており、15.53点（満30点）となっている。
| 項目 | キャラクタ | 音楽 | 操作性 | 熱中度 | お買得度 | オリジナリティ | 総合  |
| 得点 | 2.76       | 2.58 | 2.13   | 2.69   | 2.35     | 3.02           | 15.53 |

ワンダースワン版
ゲーム誌『ファミ通』の「クロスレビュー」では6、5、6、6の合計23点（満40点）。レビュアーはワンダースワンのボタンはこのゲームの操作形態ために配置されたかのようだと述べた。レビュアーは操作性の悪さや、新ステージのアレンジ度合いの低さを指摘しつつも、ACモードはほぼ再現されているため昔のゲームを楽しみたい人向けだとした。

## 続編
クレイジークライマー'85
PlayStation版『ニチブツアーケードクラシックス』に収録。1985年に発売される予定で開発中だったが、ほぼ同時期に発売のシューティングゲーム『テラクレスタ』の部材を確保するためにお蔵入りとなり、一部の内容は1988年に発売の『クレイジークライマー2』に引き継がれた」という公式の説明がある。
クレイジー・クライマー2
1988年に発売。グラフィックやサウンドは時代に合わせて前作よりも大幅にパワーアップされている。ボーナスポイント（前作でいうボーナスレート）が初期値の半分になると、ヘリコプターが飛んできて強制的にクライマーを連れ去り、ボーナス点は得られないが登頂しなくても次のステージに進めるという要素がある。これにより、真面目に登るよりもボーナスポイントを減らすほうが有利となる攻略方法があった。ただし、内部的に制限時間があり、タイムオーバーになると「HURRY UP!」という文字が落下障害物として大量に落ちてきてクライマーが耐えられずミスになってしまうので、安全な場所で待つのではなく、同じ場所で落下障害物に耐え続けてボーナスポイントを減らす必要がある。
体感!クレイジークライマー
デジタルロジックが日本物産のライセンスを受けて開発し、2007年のAOUショーで日本システムブースに出展。その後ロケテストも行われたが、お蔵入りとなり未発売。回転する歯車のような「ローリンググリップ式コントローラー」機構が両手分あり、手でそれを回して操作することにより、ビルを登る手応えと緊張感が得られるのが特徴。グラフィックは時代に合わせてポリゴン表示の3DCGとなっている。
クレイジークライマーWii
2007年12月20日に日本システムより発売。Wii用ソフト。お蔵入りしたアーケード向け「体感!クレイジークライマー」と同内容。

## 関連作品

### 電子ゲーム
クレイジークライミング
1981年にバンダイより発売されたLSIゲーム。アーケード版との違いはキングコング、看板、鉄アレイなどの一部の敵キャラが削除され、両手を窓にかけた状態の時しか横移動できない点。屋上のヘリコプターもなくなったが、植木鉢や「しらけ鳥」の糞は再現されている。画面には横3列の窓が表示されているが、実際は5列まであり、レバーを倒すことで移動可能な疑似スクロールを取り入れている。
ヒステリックママ
1982年にタカトクトイスより発売された電子ゲーム（ゲーム&ウオッチの亜流）。左右上と言う特異なキー操作を用いる。
クレイジークライマー　マメゲーム
1997年にバンダイよりキーチェーンの液晶ゲーム機で発売。安価な液晶ゲーム機ではあるものの、ステージやしらけ鳥やミス音などをちゃんと再現している。

エポック EL-SPIRITS クレイジー・クライマー ミニゲーム
2007年にエポックよりレトロシリーズの名で発売された小型液晶ゲーム機。本体カラーは青。販売元はエポック社だが発売元はハンドヘルド社となっている。
ポケットボーイシリーズ　クレイジー・クライマー ミニゲーム
2011年7月13日にハシートップインより液晶ゲーム機で発売。定価1080円（税込）。本体カラーは緑。発売元はエポック版と同じくハンドヘルド社。安価な液晶ゲーム機ではあるものの、ステージやしらけ鳥やミス音などをちゃんと再現。

### メダルゲーム
クレイジークライマー　ザ・メダル
本作を題材にした、スゴロクの出目によってビルを登る2Pプッシャーゲーム。発売元は北日本通信工業株式会社。発売当時はコナミの派手なプッシャー機が市場を席巻しており、地味な内容であったため出荷数は少ない。

### ボードゲーム
立体クレイジークライマー
1981年にバンダイより発売。6色のクライマー型の人形が駒として付属し、ルーレットとカードでプレイする。ビルはその名の通り垂直にそそり立つ立体型ステージ。

## その他
パックランドでつかまえて
ゲームフリーク代表取締役社長の田尻智が執筆のテレビゲーム青春期のエッセイ集。同書にはクレイジークライマーのエピソードが収録されている。
同系統のその他のゲーム
同じような操作性を持つゲームとしてタイトーの『ロッククライマー』（1981年）、データイーストの『ザ・タワー』（1981年）などがある。日本物産から枝分かれしたスタッフにより設立されたウッドプレイス社から『ファイヤートラップ』（1986年）という続編的な作品が作られているが、日本国内では知名度が低い（日本国外では人気があった）。
メディア使用
TBSテレビ50周年記念番組『DOORS』（2005年）では、巨大な画面に映し出されたクレイジークライマーをフリークライミングの要領でプレイヤーが実際に上っていくアトラクションとして登場した。
トリビア
- 4面ループ制だが、実際には8面分のデータが入っている[31][32]。5～8面のビルのパターンは1～4面の使い回わしで、トラップの出現パターンを変えたものとなっている。

- 当初ハズレ看板は、シビレ看板同様“Nichibutsu”と描かれたものだったが、上層部から「会社をつぶすつもりか！」と言われ、現在よく知られる“CRAZY CLIMBER”に差し替えられた。[9][33]。
- 当時、漫才師のギャグ・シンセサイザーがこのゲームをネタにしていた。